# Sarcófago dogmático

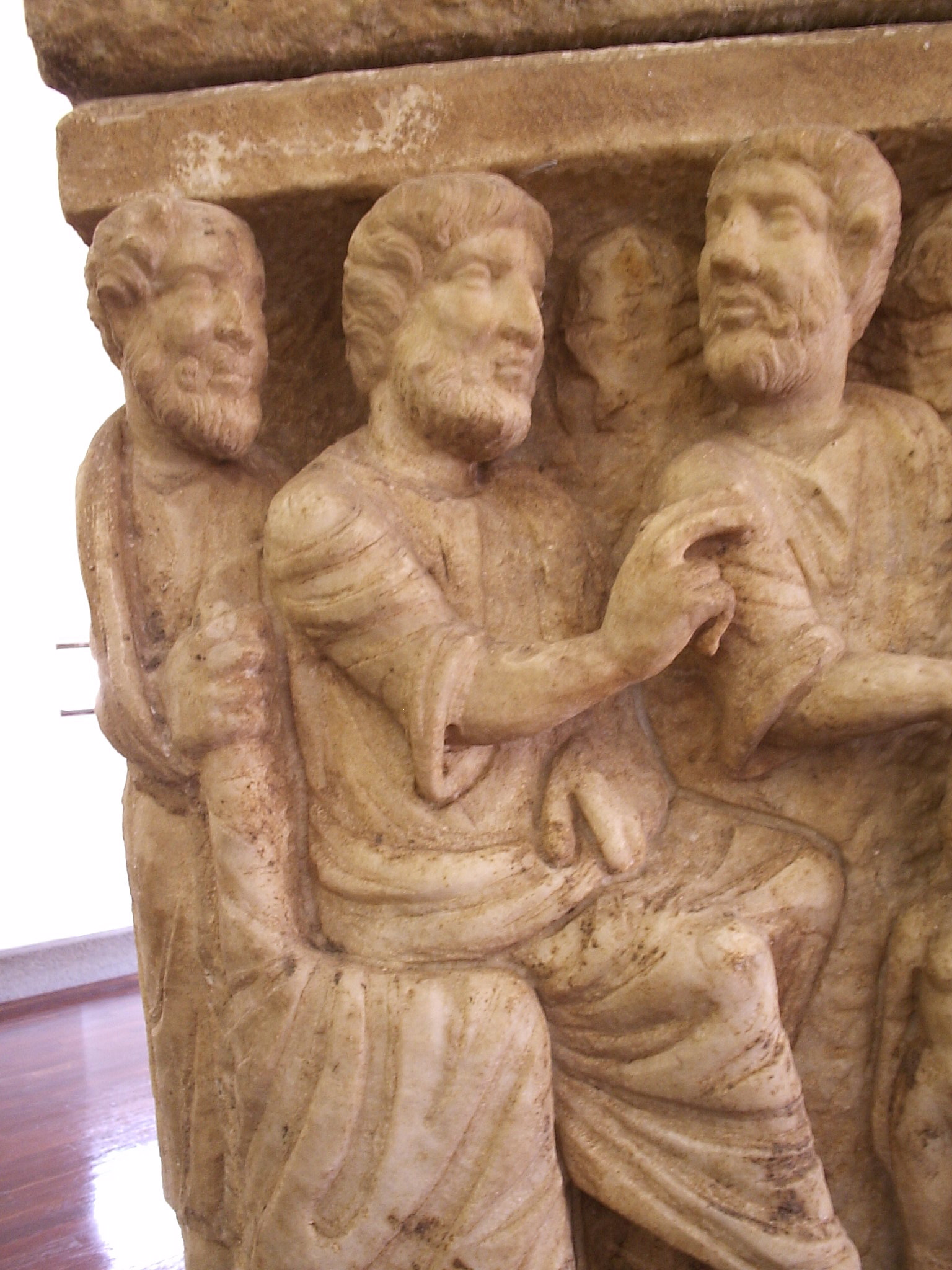
Representación de la Trinidad en el momento de la creación de Eva.

El así llamado sarcófago dogmático es un sarcófago romano del siglo IV d. C. conservado en los Museos Vaticanos. El sarcófago fue encontrado durante los trabajos de reconstrucción de la Basílica de San Pablo Extramuros del siglo XIX. Representa uno de los más importante ejemplos, junto con el sarcófago de Junio Baso de esculturas con temática cristiana de la época constantiniana.
Debe su nombre a las referencias evidentes a los dogmas del concilio de Nicea (325), en particular el de la consubstancialidad de Cristo, es decir, el estar presente desde el inicio del tiempo en comunión con el Padre, como muestra -por ejemplo- la presencia de Cristo Logos entre Adán y Eva.
La parte frontal está dividida en dos registros, según la costumbre de la época, con historias del Antiguo y del Nuevo Testamento y un clípeo central con forma de concha, dentro del cual se encuentra el retrato de dos difuntos abrazados que llevan vestidos matrimoniales, típicos del siglo IV (túnica, dalmática y toga contabulata para él, que tiene en la mano un rótulo y túnica y palio para ella, que lleva trenzas). Las cabezas apenas están esbozadas y atestiguan así cómo no dio tiempo o voluntad de personalizar el sarcófago.
En el registro superior se han representado cinco episodios: dos del Génesis y tres milagros de Cristo:
- Dios Padre en cátedra que crea el hombre, a sus espaldas está presente una persona con barba.
- Cristo Logos entre Adán y Eva con el árbol del pecado original
- Las bodas de Caná
- La multiplicación de los panes
- La resurrección de Lázaro

En el registro inferior se encuentran seis episodios, uno relacionado con el nacimiento de Cristo, dos bíblicos y tres referidos a san Pedro:
- La adoración de los Magos, con el característico vestido oriental y el gorro frigio, donde la Virgen y el Niño están sentados sobre una cátedra con Balaam a sus espaldas.
- Curación del ciego
- Daniel entre los leones
- Habacuc con la cesta de los panes y el ángel
- Pedro que niega Cristo (por la presencia del gallo)
- Captura de Pedro con dos soldados que usan gorro panonio[1]
- Moisés-Pedro que hace salir el agua en presencia de un centurión (el uniforme militar es típico del siglo IV).

Gracias a los vestidos y al peinado masculino (aparte de la de Cristo y Pedro) es posible datar el sarcófago en el decenio entre el 330 y el 340. También el estilo lleva a aquel período, con figuras rechonchas, descuadradas y todavía privadas de detalles decorativos caligráficos. Las cabezas tienen una sólida volumetría descuadrada. Se notan ecos de aquel hacer «plebeyo» del arte oficial, hasta tal punto que se ha hipotizado que el sarcófago sea obra del mismo taller que realizó los relieves del Arco de Constantino, aun cuando aquí se encuentran ya los signos de aquel clasicismo querido por la clase dirigente que se manifestó sólo después.